# Vincent Jansz van der Vinne
Vincent Jansz van der Vinne, né en 1736 et mort en 1811 à Haarlem, est un peintre et marchand d’art néerlandais, arrière-petit-fils du peintre et auteur Vincent Laurensz van der Vinne.

## Biographie
En accord avec la tradition familiale, Vincent Jansz fut initié à la peinture par son propre père Jan Laurensz van der Vinne, mais vint également à pratiquer le dessin, que ce soit à l’encre ou en ayant recours (pendant une brève période seulement) à l’eau-forte,. Plus tard dans sa carrière de peintre, privilégiant désormais des activités lui permettant de mieux assurer sa subsistance, il s’attacha à peindre des paysages campagnards émaillés d’animaux de ferme et à produire des tapisseries peintes, activités qui l’amenèrent à prendre à son service plusieurs ouvriers et valets. 
En 1754, connu alors surtout pour ses paysages italianisants et ses natures mortes avec fleurs, il se fit membre de la compagnie de Saint-Luc de sa ville natale. De 1778 à 1785, il fut le premier curateur de la collection d’art du musée Teyler, récemment fondé, et eut, à ce titre, à prendre ses quartiers au musée même, plus exactement dans la Fundatiehuis (litt. maison de la Fondation), ancien hôtel particulier de Pieter Teyler van der Hulst, où il disposa d’un cabinet de travail particulier. S’étant brouillé avec l’homme de science Martin van Marum, curateur du cabinet de physique du musée Teyler, il décida en 1785 de quitter le musée, et fut remplacé dans cette fonction par le portraitiste Wybrand Hendriks.
Van der Vinne s’adonna pendant quelque temps au commerce d’œuvres d’art, notamment en accompagnant les ventes aux enchères publiques. Quoique marié, il était demeuré sans enfants, et son fonds, qui comportait plusieurs estampes très anciennes et de haute valeur, fut mis en vente cinq ans après sa mort, en même temps que celui de son beau-frère,.

## Œuvre
- Vanité avec une couronne royale et le portrait de Charles Ier, roi d'Angleterre, décapité en 1649, huile sur bois, 95 × 69 cm, Musée du Louvre, Paris[6]